# De fiesta con Hechizo
De fiesta con Hechizo es el título del segundo álbum recopilatorio de grandes éxitos grabado por el grupo de cumbia chilena/sound Hechizo. Fue lanzado al mercado bajo el sello Columbia/Sony Music en el año 2003.

## Antecedentes y Contenido
En este disco se incluyen sus grandes éxitos de sus anteriores discos e incorporan 4 temas inéditos: "Huellas de amor", " Una montaña de besos", "Mi culpa" y "Se puede"; los 3 primeros logran ser éxito en las radios de Chile y consolidan al grupo como uno de los más importantes del género en momentos en que la cumbia en su variante sound/tropical andino paso a retirada con la aparición de nuevos estilos como el Axé y la plena uruguaya/pop latino. Además es el último trabajo en el que participan tanto su guitarrista y compositor principal Mauricio Guerra y el vocalista Felipe Caballero, aunque alcanzaría a lanzar un último sencillo en 2006 llamado "Deja de llorar".

## Lista de Canciones
| De fiesta con Hechizo |                                    |                  |                          |          |  |
| N.º                   | Título                             | Escritor(es)     | Álbum original           | Duración |  |
| 1.                    | «Huellas de amor»                  | Rodolfo Yáñez    | Tema inédito             | 3:29     |  |
| 2.                    | «Una montaña de besos»             | Mauricio Guerra  | Tema inédito             | 3:42     |  |
| 3.                    | «Mea culpa»                        | Mauricio Guerra  | Tema inédito             | 3:59     |  |
| 4.                    | «Se puede»                         | Rodolfo Yáñez    | Tema inédito             | 3:59     |  |
| 5.                    | «La temporera» (Nueva versión)     | Mauricio Guerra  | Grupo Hechizo (1997)     | 3:33     |  |
| 6.                    | «Romance ilegal»                   | Mauricio Guerra  | Mirada Azul (1998)       | 3:13     |  |
| 7.                    | «Atrapados» (FT. Claudia Aguilera) | Mauricio Guerra  | En manos del amor (2001) | 4:04     |  |
| 8.                    | «Me enamore de ti»                 | Mauricio Guerra  | Grandes Éxitos (1999)    | 3:09     |  |
| 9.                    | «Mi mejor canción»                 | Mauricio Guerra  | Grandes Éxitos (1999)    | 4:03     |  |
| 10.                   | «Estoy pensando en ti»             | Mauricio Guerra  | En manos del amor (2001) | 3:34     |  |
| 11.                   | «Tu punto débil» (Remezcla)        | Mauricio Guerra  | Tu punto débil (2002)    | 3:48     |  |
| 12.                   | «Llévatela»                        | Mauricio Guerra  | En manos del amor (2001) | 4:02     |  |
| 13.                   | «Vuelve a mi»                      | Felipe Caballero | En manos del amor (2001) | 4:13     |  |
| 14.                   | «Levántate»                        | Rodolfo Yáñez    | En manos del amor (2001) | 3:26     |  |
| 15.                   | «Gitana»                           | Mauricio Guerra  | Grandes Éxitos (1999)    | 3:54     |  |
| 16.                   | «Odalisca»                         | Mauricio Guerra  | En manos del amor (2001) | 4:08     |  |

## Músicos

### Grupo Hechizo
- Felipe Caballero: Voz
- José "Charly" Pizarro: Animación y coros
- Mauricio "Cacho" Regodeceves: Animación y coros
- Rodolfo Yáñez: Teclados y coros
- Mauricio Guerra: Guitarra
- Carlos Campos: Batería
- Julio Araya: Bajo

### Músicos invitados
- Frano Kovak: Percusión en temas 1, 2, 3, 4 y 5[1]

Grabado en Estudio Sonus Santiago de Chile 2003 Ingeniero Grabación y Mezcla Walter Romero. Ingeniero asistente grabación, mezcla Jose Manuel Salinas.